# 斯特兰·莫林
斯特兰·莫林（瑞典語：Stellan Mohlin，1925年7月10日—），瑞典前男子羽球運動員。

## 生平
斯特兰·莫林在1950/1951年賽季贏得了他在瑞典的第一個國家冠軍。直到1956年，他又獲得了六次冠軍頭銜。在他積極的職業球員生涯之後，他一直擔任官方職務，並擔任歐洲羽球聯合會和世界羽球聯合會的最高職務。